# Roger A. Pryor
Roger Atkinson Pryor (McKenney, 19 luglio 1828 – New York, 14 marzo 1919) è stato un politico, diplomatico, generale, giornalista e giurista statunitense.

## Biografia

### Origini
Roger Pryor nacque nel 1828 a McKenney, in Virginia, figlio del pastore presbiteriano Theodoric Pryor e della moglie Lucy Atkinson. La sua era una famiglia illustre, in quando discendente dal padre fondatore Richard Bland. Ad appena un anno rimase orfano di madre, morta nel dare alla luce la sorella minore Lucy.
Laureato all'università della Virginia come avvocato, fu presto costretto a rinunciare alla professione per via di importanti problemi di salute. Passato al mestiere di giornalista, fu corrispondente per il Washington Union e poi per il Daily Richmond Enquirer. Vicino all'influente Partito Democratico, nel 1854 il presidente degli Stati Uniti Franklin Pierce gli conferì l'incarico di ambasciatore statunitense nel regno di Grecia, dove rimase fino al 1857.

### Attivista della secessione

#### Preludio della guerra
Rientrato negli Stati Uniti per sostenere la causa della secessione, fondò il quotidiano The South a Richmond, col quale promuoveva la causa sudista. Guadagnata così grande popolarità, nel 1859 venne eletto alla Camera dei Rappresentanti, divenendo uno dei democratici più estremisti.
Disapprovando l'elezione di Abraham Lincoln, all'inizio del 1861 abbandonò Washington rinunciando di fatto alla carica (venne poi ufficialmente destituito il 3 marzo successivo). Rientrato al Sud, divenne un sostenitore della guerra aperta contro il Nord, e si precipitò a Charleston quando la guarnigione di Fort Sumter rifiutò di arrendersi alle autorità sudiste, arringando i locali perché attaccassero il forte e dessero così inizio alla guerra civile americana.

#### Fort Sumter
Durante la battaglia di Fort Sumter Roger Pryor ricoprì il ruolo di diplomatico sudista, incaricato di contrattare la resa della guarnigione nordista della fortezza. Nella notte del 12 aprile 1861, in onore del suo attivismo per la secessione, gli venne offerta la possibilità di sparare il primo colpo della guerra, ma rifiutò, e l'"onore" venne allora conteso tra Edmund Ruffin e George S. James.
Curiosamente Pryor rischiò comunque di passare alla storia come la prima vittima della guerra civile: recatosi nuovamente a Fort Sumter per accettare la resa unionista, ingerì per errore una grande quantità di ioduro di potassio liquido credendo che fosse whisky e rischiando quindi l'avvelenamento, venendo salvato solo dal pronto intervento del chirurgo (in seguito generale unionista) Samuel W. Crawford, che gli praticò una lavanda gastrica.

### Guerra civile
Pryor entrò a far parte della politica sudista come membro prima del Congresso provvisorio confederato, e infine del Congresso degli Stati Confederati d'America, sempre come rappresentare della Virginia. Trascorse tuttavia poco tempo ad occuparsi di politica, essendo stato ammesso nell'esercito confederato prima come colonnello e infine come brigadier generale.
Dal 1862 fu impegnato attivamente sul campo di battaglia, combattendo spesso in prima linea durante la campagna peninsulare e distinguendosi in battaglie come Bull Run e Antietam. Nel novembre 1862 venne tuttavia trasferito per motivi mai del tutto chiari a compiti di sorveglianza nelle retrovie, e ciò lo mise in polemica col presidente confederato Jefferson Davis, portandolo infine a dimettersi poco dopo dall'esercito.
Il richiamo delle armi era tuttavia troppo forte, e nel 1863 Pryor si riarruolò come soldato semplice. Diventato in seguito corriere e agente speciale del governo sudista, venne catturato dai nordisti alla fine del 1864 e internato a New York fino al marzo 1865, quando venne rilasciato su cauzione.

### Vita successiva e vicende private
Essendogli proibito riprendere l'attività giornalistica o politica, dopo la guerra si trasferì definitivamente a New York, dove infine riprese la carriera di avvocato. Divenne uno dei magistrati di riferimento della città, ricoprendo vari incarichi giudiziari nel corso dei decenni.
Nel 1848 si era sposato con la storica e scrittrice Sara Rice, che gli diede sette figli. Di questi due gli premorirono: il primogenito Theodoric, promettente matematico, si suicidò appena ventenne nel 1871, mentre il secondogenito William morì nel 1904. Sua nipote fu invece la scrittrice Blair Niles.
Uno degli ultimi veterani di spicco della guerra civile americana, morì novantenne nel 1919. Venne sepolto a Princeton, accanto alla moglie e ai figli.

## Ascendenza
|                             |                    |                             | Genitori                        |  |  | Nonni |  |  | Bisnonni           |  |  | Trisnonni        |  |
|                             |                    |                             |                                 |  |  |       |  |  | 8. John Luke Pryor |  |  | 16. Samuel Pryor |  |
|                             |                    |                             |                                 |  |  |       |  |  | 8. John Luke Pryor |  |  | 16. Samuel Pryor |  |
|                             |                    | 17. Prudence Thornton       |                                 |  |  |       |  |  | 8. John Luke Pryor |  |  |                  |  |
| 4. Richard Pryor            |                    |                             |                                 |  |  |       |  |  | 8. John Luke Pryor |  |  |                  |  |
|                             |                    | 9. Ann Poythress Bland      | 18. Richard Bland               |  |  |       |  |  |                    |  |  |                  |  |
|                             |                    | 9. Ann Poythress Bland      | 18. Richard Bland               |  |  |       |  |  |                    |  |  |                  |  |
|                             |                    | 9. Ann Poythress Bland      | 19. Anne Poythress              |  |  |       |  |  |                    |  |  |                  |  |
| 2. Theodorick Bland Pryor   |                    | 9. Ann Poythress Bland      |                                 |  |  |       |  |  |                    |  |  |                  |  |
|                             |                    | 10. William Bland           | 20. Richard Bland (= 18.)       |  |  |       |  |  |                    |  |  |                  |  |
|                             |                    | 10. William Bland           | 20. Richard Bland (= 18.)       |  |  |       |  |  |                    |  |  |                  |  |
|                             |                    | 10. William Bland           | 21. Anne Poythress (= 19.)      |  |  |       |  |  |                    |  |  |                  |  |
| 5. Ann Poythress Bland      |                    | 10. William Bland           |                                 |  |  |       |  |  |                    |  |  |                  |  |
|                             |                    | 11. Elizabeth Edwards Yates | 22. William Yates               |  |  |       |  |  |                    |  |  |                  |  |
|                             |                    | 11. Elizabeth Edwards Yates | 22. William Yates               |  |  |       |  |  |                    |  |  |                  |  |
|                             |                    | 11. Elizabeth Edwards Yates | 23. Elizabeth Alice Randolph    |  |  |       |  |  |                    |  |  |                  |  |
| 1. Roger Atkinson Pryor     |                    | 11. Elizabeth Edwards Yates |                                 |  |  |       |  |  |                    |  |  |                  |  |
|                             | 12. Roger Atkinson | 24. Roger Atkinson          |                                 |  |  |       |  |  |                    |  |  |                  |  |
|                             | 12. Roger Atkinson | 24. Roger Atkinson          |                                 |  |  |       |  |  |                    |  |  |                  |  |
|                             | 12. Roger Atkinson | 25. Jane Benson             |                                 |  |  |       |  |  |                    |  |  |                  |  |
| 6. Roger Pleasants Atkinson | 12. Roger Atkinson |                             |                                 |  |  |       |  |  |                    |  |  |                  |  |
|                             |                    | 13. Anne Pleasants          | 26. John Pleasants              |  |  |       |  |  |                    |  |  |                  |  |
|                             |                    | 13. Anne Pleasants          | 26. John Pleasants              |  |  |       |  |  |                    |  |  |                  |  |
|                             |                    | 13. Anne Pleasants          | 27. Margaret Jordan             |  |  |       |  |  |                    |  |  |                  |  |
| 3. Lucy Epes Pryor          |                    | 13. Anne Pleasants          |                                 |  |  |       |  |  |                    |  |  |                  |  |
|                             |                    | 14. Peter Poythress         | 28. Robert Poythress            |  |  |       |  |  |                    |  |  |                  |  |
|                             |                    | 14. Peter Poythress         | 28. Robert Poythress            |  |  |       |  |  |                    |  |  |                  |  |
|                             |                    | 14. Peter Poythress         | 29. Elizabeth Cocke             |  |  |       |  |  |                    |  |  |                  |  |
| 7. Agnes Poythress          |                    | 14. Peter Poythress         |                                 |  |  |       |  |  |                    |  |  |                  |  |
|                             |                    | 15. Elizabeth Blair Bland   | 30. Richard Bland (= 18., 20.)  |  |  |       |  |  |                    |  |  |                  |  |
|                             |                    | 15. Elizabeth Blair Bland   | 30. Richard Bland (= 18., 20.)  |  |  |       |  |  |                    |  |  |                  |  |
|                             |                    | 15. Elizabeth Blair Bland   | 31. Anne Poythress (= 19., 21.) |  |  |       |  |  |                    |  |  |                  |  |
|                             |                    | 15. Elizabeth Blair Bland   |                                 |  |  |       |  |  |                    |  |  |                  |  |